# いづみやおとは
いづみや おとは（2月8日 - ）は、日本の漫画家。日本工学院八王子専門学校マルチメディア科出身。

## 来歴

### 生い立ち
保育園のころからチラシの裏など、描けるところを見つけては絵を描く、といったように昔から絵を描くのが好きだったという。学校でも美術が得意で、よく美術展で受賞していた経験を持つ。高校2年生のころ、美術部の仲間たちと同人活動を開始。いづみやによると、漫画や絵に対する憧れがあったが、あくまでも趣味としてやっていけたらいいと考えていた。日本工学院八王子専門学校マルチメディア科に進学してからも、同人活動を続けていた。専門学校の教師から絵の道に進むことを勧められたが、絵を仕事にできるなんて思えずに就職をする。それでも描くことがやめられない理由は、その教師に「でも絵は絶対にやめるなよ」と言われ、その言葉が今でも呪いのようにいづみやを支配しているからである。

### 漫画家として活動開始
専門学校を卒業後、制作会社でDTPデザイナーとして働いていたところ、ホームページを見たという編集者からゲームのアンソロジーの依頼を受けたことを機に、漫画家としての活動を始める。専業漫画家になろうかと考えていたところ、リーマンショックにより会社が倒産。そのタイミングで『死神アリス』の連載を開始し、同時に再就職をした。いづみやによると、兼業漫画家を選んだ理由は、「一番のストレス発散がマンガを描くこと」であるため、絵と一番うまく付き合っていける方法を考え、仕事をしながら描くという道を選んだのは、「漫画がどれだけ好きでも、漫画1本で生きていくだけが道ではない」、「大切なのは、自分がそれを好きでいられる道を見つけること」だからだと語っている。

## 作風
ガールズラブ漫画界で注目を集める。
いづみやによると、描きたい女の子像やシチュエーションを軸に想像力を働かせ、ストーリー性を盛り込んだ作品作りをしている。

## 人物

### 好きな作品
アニメを好む。最初に好きになったアニメは幼稚園のときに観ていたという『きんぎょ注意報!』。それがきっかけで『なかよし』を愛読するようになり、中学生になってからは兄が買ってくる『週刊ジャンプ』を読んでいた。好きな作品として武井宏之の『シャーマンキング』を挙げており、「ヒーローとヒロインの互いに支え合っている関係性が素敵」だと語っている。「人間関係やストーリーがきちんと描かれているかどうか」を重視しているという。

## 作品リスト

### 一般向け

#### 連載
- 死神アリス（『コミック百合姫S』Vol.9 - vol.14） - 初連載作[2]
- リタイヤした人形師のMMO機巧叙事詩@COMIC（原作：玉梨ネコ、構成：梶田まさよし、キャラクター原案：高瀬コウ、『comicコロナ』[3] 2020年11月2日 - 2022年3月14日→『コロナEX』2022年4月11日 - 2023年4月10日（移籍後もcomicコロナでは遅れ配信有り））
- 落ちこぼれ勇者と六花の魔女（原作：岸本和葉、『WEBコミックガンマ』2024年2月20日[4] - 連載中）

#### 書籍
- 『死神アリス』、一迅社〈IDコミックス 百合姫コミックス〉2010年 - 2011年、全2巻
  1. 2010年7月17日発売[5]、ISBN 978-4-7580-7097-3
  2. 2011年8月18日発売[6]、ISBN 978-4-7580-7165-9
- 『リタイヤした人形師のMMO機巧叙事詩@COMIC』、原作：玉梨ネコ、構成：梶田まさよし、キャラクター原案：高瀬コウ、TOブックス〈コロナ・コミックス〉2021年 - 2023年、全4巻
  1. 2021年6月15日発売[7]、ISBN 978-4-86699-247-1
  2. 2021年12月15日発売[8]、ISBN 978-4-86699-389-8
  3. 2022年7月15日発売[9]、ISBN 978-4-86699-576-2
  4. 2023年4月15日発売[10]、ISBN 978-4-86699-832-9
- 『落ちこぼれ勇者と六花の魔女』、原作：岸本和葉、竹書房〈バンブーコミックス〉2024年 - 、既刊3巻（2025年8月6日現在）
  1. 2024年8月6日発売[11][12]、ISBN 978-4-8019-8398-4
  2. 2024年12月6日発売[13]、ISBN 978-4-8019-8524-7
  3. 2025年8月6日発売[14]、ISBN 978-4-8019-8723-4

### 成人向け
- 『純恋プリズン』 コアマガジン〈メガストアコミックス466〉、2015年12月19日発売[15]、ISBN 978-4-8643-6856-8
- 『初恋メルティ』 文苑堂〈BAVEL COMICS〉、2019年5月31日発売[16]、ISBN 978-4-8611-7322-6
- 『シたがり彼女』 コアマガジン〈メガストアコミックス611〉、2020年4月30日発売[15]、ISBN 978-4-8665-3414-5